# ديرت 4
ديرت 4 (بالإنجليزية: Dirt 4)‏ هي لعبة كومبيوتر سباق سيارات، تم تطويرها من قبل ستوديو كودماسترز البريطاني، تم نشرها في 9 يونيو 2017 تتوافق اللعبة مع مايكروسوفت ويندوز، وإكس بوكس ون، وبلاي ستيشن 4.

## المواقع الخارجية
- التحسين ممتاز